# Гуго I де Понтьё
Гуго I (фр. Hugues Ier de Ponthieu; между 960 и 968 — 4 июля 1000) — сеньор Абвиля, первый граф Понтье (с 988 года). Адвокат аббатств Сен-Рикье и Форе-Мутье.
Происхождение не известно. Не позднее 987 года женился на Жизели (969 — ок. 1000), дочери Гуго Капета.
Тот, став королём Франции, вывел из подчинения аббатства Сен-Рикье города Абвиль, Анкр и Домар и отдал их в лен зятю. Эти владения легли в основу будущего графства Понтье. Также он был назначен защитником (адвокатом) аббатств Сен-Рикье и Форе-Мутье.
Известны двое сыновей Гуго I и Жизели Французской:
- Ангерран I, граф Понтье
- Ги, аббат Сен-Рикье.